# Masdevallia prosartema
Masdevallia prosartema är en orkidéart som beskrevs av Willibald Königer. Masdevallia prosartema ingår i släktet Masdevallia och familjen orkidéer. Inga underarter finns listade i Catalogue of Life.